# الاتحاد الأوروبي للصناعات والجمعيات الصيدلانية
الاتحاد الأوروبي للصناعات للصناعات والجمعيات الصيدلانية (بالإنجليزية: European Federation of Pharmaceutical Industries and Associations)‏ جمعية تجارية مقرها في بروكسل تأسست عام 1978 وتمثل الشركات الصيدلانية البحثية التي توجد في أوروبا. الاتحاد يمثل 33 جمعية وطنية وتمثل 40 شركة كبرى بالإضافة لحدود 1900 شركة دوائية أوروبية.